# Claes Ekeblad
Hrabia Claes Ekeblad "młodszy" (den yngre) (ur. 30 marca 1708 w Elbing, zm. 9 października 1771) – szwedzki polityk. Jego ojciec to Claes Ekeblad Starszy
Ekeblad Młodszy studiował w Uppsali i Åbo (Turku). Był przewodniczącym Szwedzkiej Rady Królewskiej w latach 1761–1765 i następnie od 1769 do 1771. Był związany z ugrupowaniem Hattpartiet.